# Élevage de visons

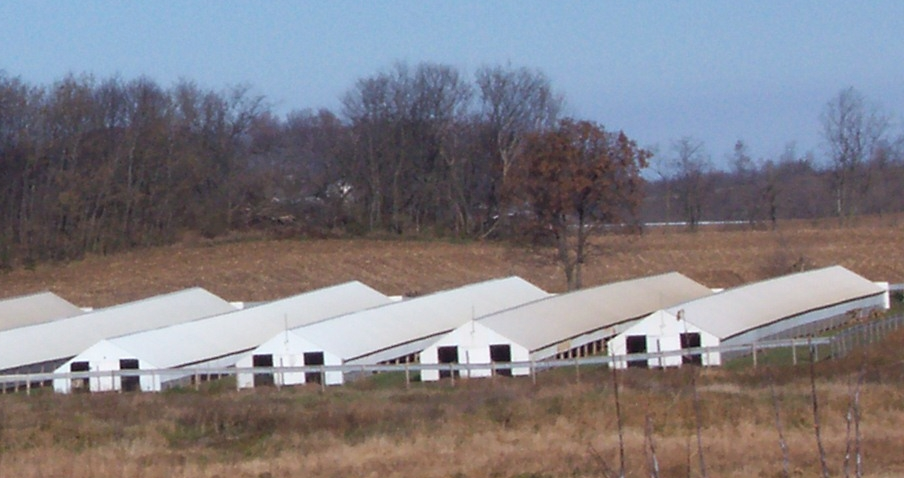
Visonnières de, au Wisconsin, aux États-Unis.

L'élevage de visons est l'ensemble des opérations visant à faire se reproduire et grandir en cage le Vison d'Amérique (Neovison vison), essentiellement pour la vente de fourrure (de petits élevages fournissent des animaux de laboratoire). Les principaux pays producteurs de cette fourrure sont le Danemark, la Chine, les Pays-Bas, la Pologne et les États-Unis.

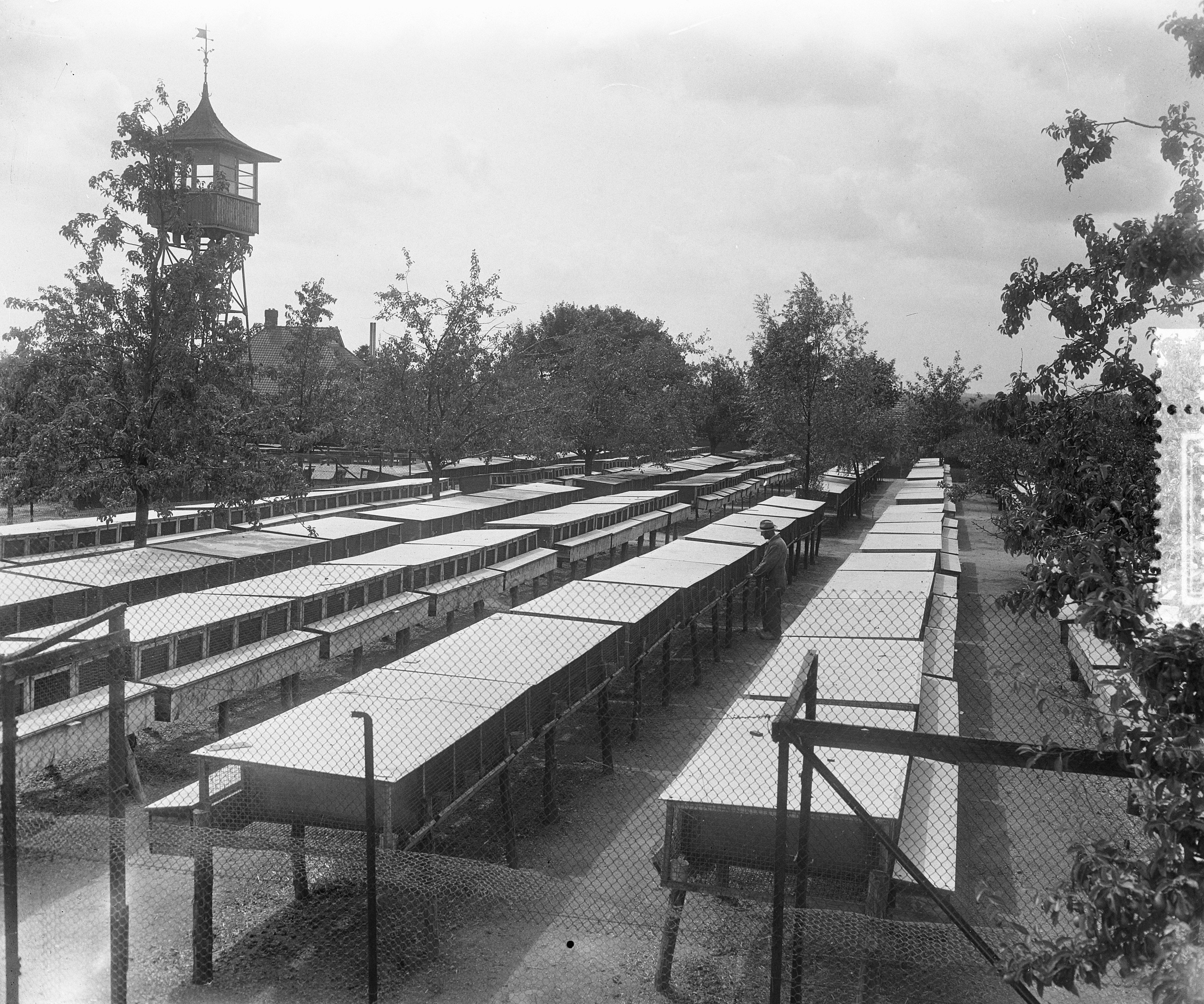
Élevage de vison (ferme à fourrure) située à Eest (Utrecht, Pays-Bas), le 18 juillet 1953

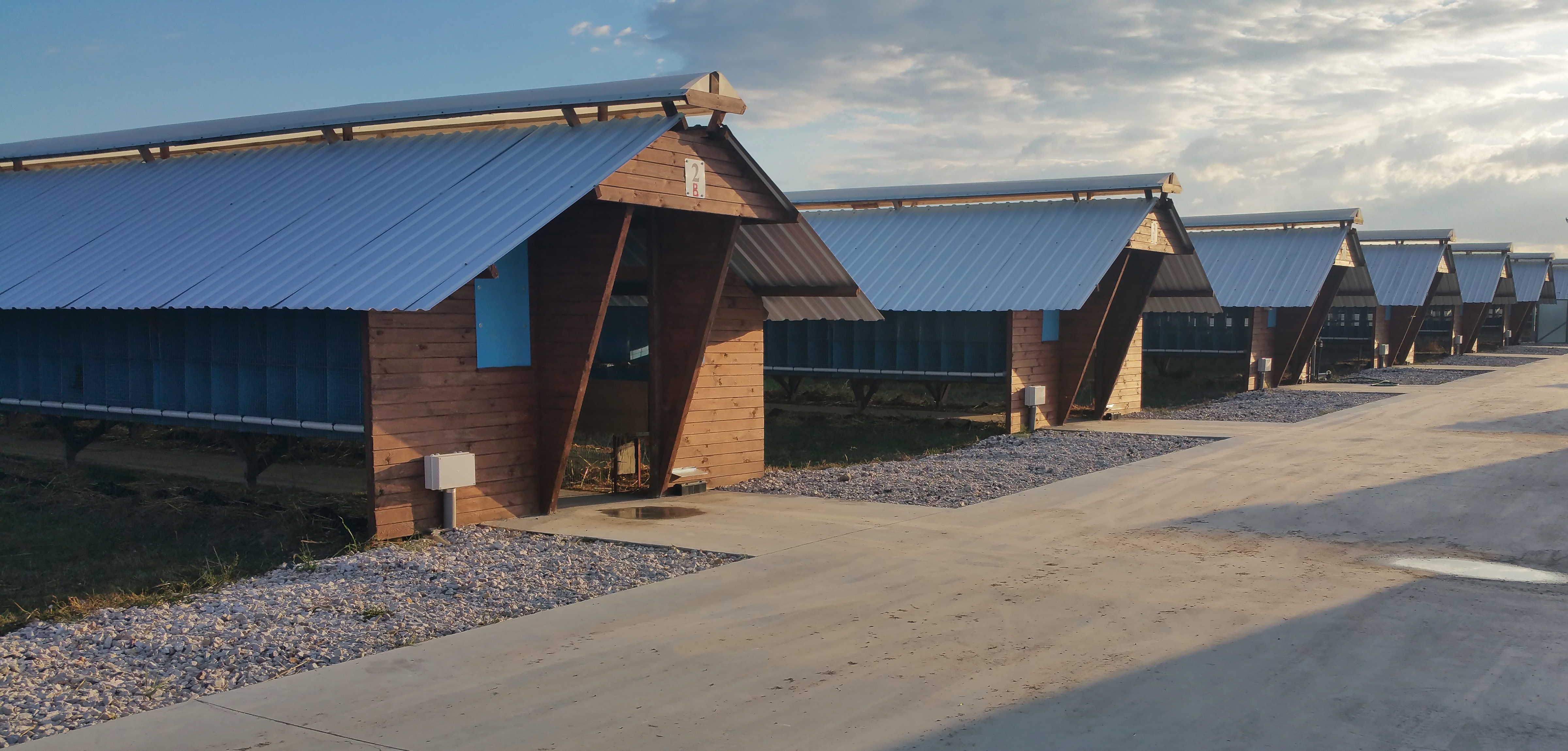
Élevage de vison d'Amérique en Pologne, en 2016

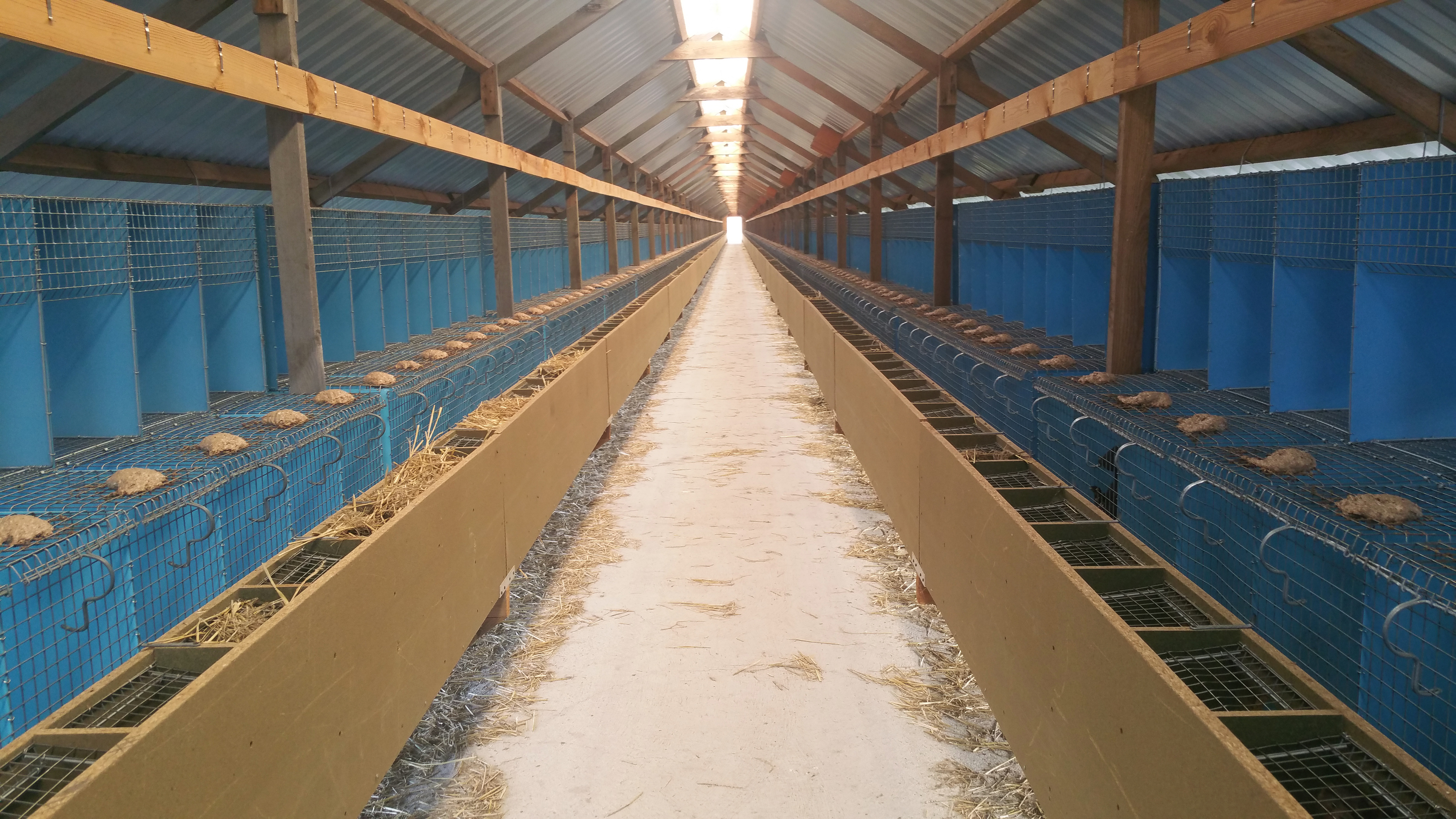
Intérieur du hangar d'élevage de vison d'Amérique (Pologne, 2016)

Chaque année, 90 % des visons d’élevage sont abattus en vue de les « peler », c’est-à-dire de récupérer leurs peaux, les 10 % restant étant destinés à reproduire la génération suivante. La durée de vie de ces animaux est habituellement de huit mois.
L'établissement pratiquant cet élevage est parfois dénommé visonnière (nom surtout utilisé en Amérique du Nord).

## Histoire
Vers 1917, les trappeurs ne pouvant répondre à la demande, dans un contexte de prix élevés des fourrures (la demande dépasse l'offre), de nombreux élevages de visons (et d’autres espèces) se créent en Amérique du Nord. Pour rappel, alors qu'il faut tuer 10 à 24 renards pour faire un manteau de fourrure, il faut de 36 à 65 visons pour faire un manteau de taille équivalente.
Le vison a été l'un des premiers animaux à fourrure à être domestiqué. Son élevage s'est largement propagé dans l'État de New-York à partir des années 1870.
Les États-Unis, au cours de l'exercice clos le 30 juin 1916, en ont commercialisé pour plus de neuf millions de dollars. « Un coup d'œil sur les rapports de marché traitant des fourrures et donnant des chiffres indiquant le nombre réel de peaux manipulées surprendra le consommateur ordinaire qui, en même temps, s'étonnera qu'un animal à fourrure existe encore. En fait, le nombre des animaux à fourrure diminue régulièrement, poussés plus loin dans les zones désertiques ».
Le vison est l'une des espèces les plus utilisées par l'industrie de l'élevage d’animaux à fourrure.
Après la Seconde Guerre mondiale, vers 1949, le Canada comptait plus de 6 000 fermes d'élevage d'animaux à fourrure (Vison d'Amérique essentiellement), alors que sur le continent européen, les élevage étaient surtout concentré en URSS et en Scandinavie.
Dans les années 2000, les chiffres du marché mondial sont imprécis dans certains pays, mais bien que la fourrure soit passée de mode dans de nombreux pays occidentaux, il a été estimé qu'en 2014 que le commerce de fourrures de vison a généré 40 milliards de dollars .
Selon la Fédération internationale de la fourrure (IFF) et Fur Europe il y aurait eu 87 millions de peaux de visons vendues cette même année 2014, dont 35 millions venant d'élevages chinois. Mais ce chiffre serait très sous-estimé d'après l'Association de l'industrie du cuir de Chine (CLIA) dont les statistiques donnent pour ce seule pays environ 60 millions de peaux en 2014, ce qui porterait le total mondial à au moins 112 millions de peaux. Selon un rapport récent (2017), les élevages de visons et d'autres animaux à fourrures (renard roux et arctique, chien viverrin, lapins Rex) semblent s'être très fortement développés en Chine entre 2005 et 2020. Selon les douanes chinoises le volume financier net d'importation/exportations de fourrure pour 2003 a été de 997,6 millions de dollars, soit une hausse de + 42,5% en un an, par rapport à 2002 ! Cet accroissement serait dû à une délocalisation de certaines activités de plus en plus jugées honteuses en occident vers la Chine, à une main-d'œuvre bon marché et au peu de réglementations restrictives (les conditions d'élevage sont bien inférieures aux réglementations de l'UE, induisant un stress constant, une mortalité élevée des jeunes, des phénomènes d'automutilation et d'infanticide). En Chine, les petits élevages sont familiaux, les entreprises moyennes emploient de 10 à 15 salariés alors que les grands élevages emploient de cinquante à plusieurs centaines d'ouvriers. Les provinces de Shandong et Heilongjiang en abritent le plus ; en 2017, certains élevages y détiennent en cage de 1 000  à largement plus de 5000  visons, souvent grâce à des investisseurs étrangers. L'une de ces fermes intégrées élève 15 000  renards et 6 000  visons, prenant en charge l'insémination artificielle, l'élevage, l'abattage, la transformation des peaux, le tannage, la teinture et la post-production, incluant l'export hors de Chine.
La Chine est aussi le premier acheteur et utilisateur de ces peaux, à 80% pour son marché intérieur.

### Élevage du Vison en France
Les "fermes à fourrures" et petits élevages familiaux ont été à la mode au début du XXe siècle.

En zone européenne tempérée, l'élevage de visons d'Amérique pour la fourrure s'est développé dans les années 1920, il y avait en France en 1959 environ 600 visonnières pour connaitre un apogée dans les années 1960-1970, avant de décliner avec la fin de la mode de la fourrure en Europe vers la fin des années 1980.

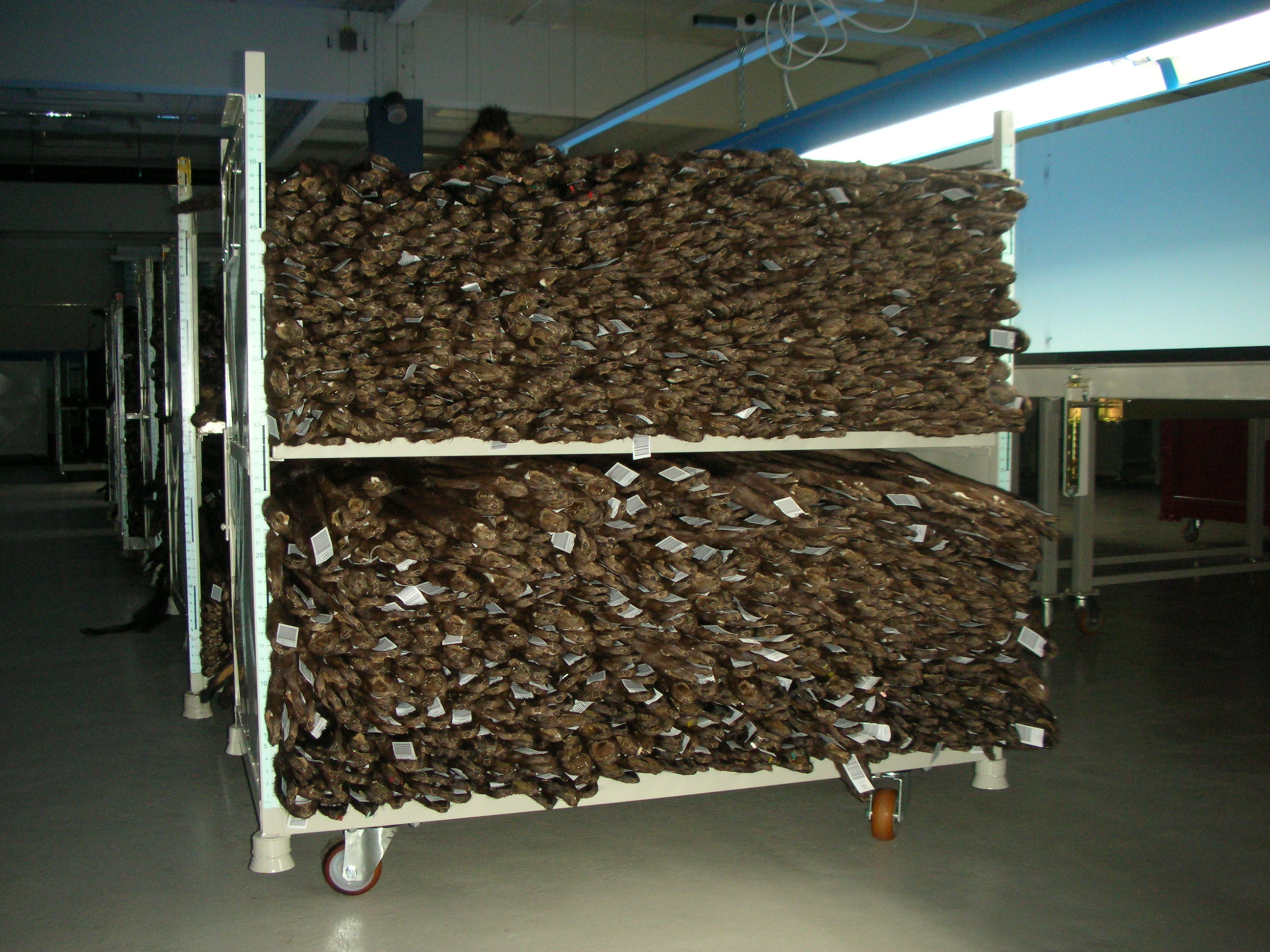
Palettes de peaux de visons, dans l'entrepôt de la maison de ventes 'Kopenhagen Fur' ; la Fédération internationale de la fourrure (IFF) et Fur Europe estimaient en 2014 qu'il y aurait eu environ 87 millions de peaux de visons vendues cette année là dans le monde, chiffre qui pourrait être sous-estimé

En 1999, selon l'Office national de la chasse et de la faune sauvage et le groupe Vison, on n'y comptait plus qu'une vingtaine de visonnières (60 000 femelles reproductrices au total selon Léger & Ruette (2005) puis de 2003 à 2020 n'ont survécu que quatre grands élevages, tous situés dans l'aire de répartition du Vison d'Europe, 1 dans le Morbihan et 3 dans le Sud-ouest (Mission Vison d'Europe 2003),, bien moins qu'aux Pays-Bas ou au Danemark.
En 2020, selon les affirmations de la filière fourrure française, sur l'exercice 2018-2019, elle aurait fait travailler  2 500 personnes (emplois directs et indirects), avec un chiffre d'affaires de 300 millions d'euros réalisé pour plus d'un tiers (presque 110 millions d'euros) à l'export, le reste alimentant de grandes maisons de coutures françaises.
En 2020, on constate aussi que le vison peut facilement acquérir le coronavirus SARS-CoV-2 à partir des employés travaillant dans l'élevage. On sait aussi que le vison peut être, en élevage où la contagion est facilitée par la promiscuité des animaux et leur faible diversité génétique, un réservoir où le virus peut muter. On sait enfin que des visons malades, éventuellement porteurs sains peuvent retransmettre le virus (ou de nouveaux variants de ce virus) à l'Homme ou à des animaux vivant à proximité des élevages.

En raison de ces risques écoépidémiologiques liés à la COVID-19, et après l'alerte faite par les autorités néerlandaises à l'OIE, relatant dès juin 2020 d’une contamination de visons par le virus SARS-CoV-2 responsables de la Covid-19, le ministère de la Transition écologique, a renforcé la surveillance des quatre grands élevages français présents sur le territoire métropolitain (suivi de la mortalité, mesures de biosécurité), en lien avec l'Anses qui a recommandé des campagnes d'analyses PCR pour détecter l'éventuelle présence du virus, et des tests sérologiques (c'est-à-dire une recherche d'anticorps indiquant que l'animal a été en contact avec le virus), via une étude se déroulant en novembre-décembre, période annuelle d'abattage et de récupération des fourrures.

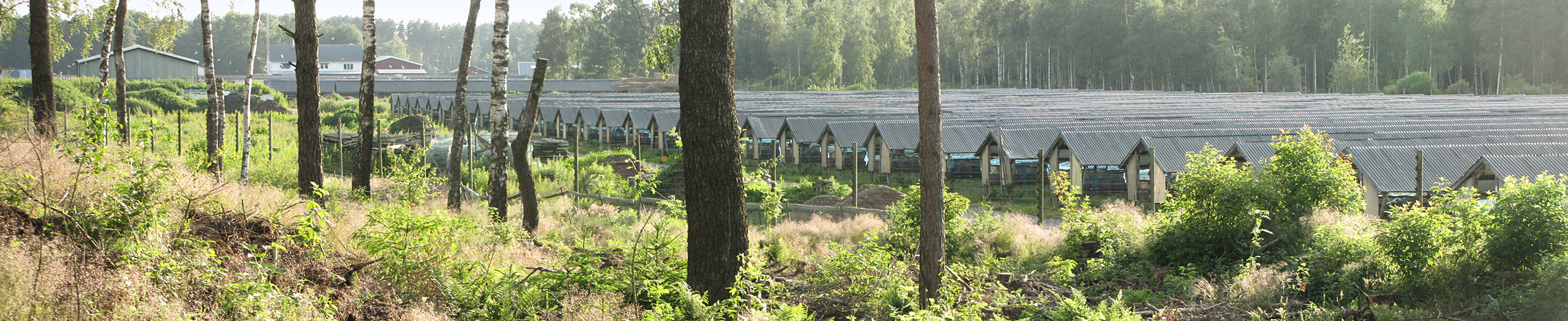
Les élevages industriels sont selon l'ANSES (2014) sources de poussière organique, constituée de particules inertes et de microorganismes, issus de la nourriture, de la litière, des matières fécales, des pellicules de la peau, des poils et de dissémination de bactéries résistantes aux antibiotiques dans l'environnement,. Outre des épidémies internes, une contagion de chats errants ou d'animaux sauvages ou d'éleveurs est possible.

## Maladies
L'élevage industriel concentre sur une petite surface, dans des centaines à milliers de cages très proches les unes des autres un grand nombre de visons présentant une très faible diversité génétique (cf insémination artificielle, à partir de quelques mâles sélectionnés pour leur fourrure). De plus des antimicrobiens sont ajoutés à l'alimentation ou utilisés comme médicaments.

### Leptospirose
Au début des années 2000, on a constaté que la prévalence de la leptospirose chez le vison américain issu d'individus libérés ou échappés d'élevages était également en France très élevée (86,5 % des 74 individus fécaux de vison d'Amérique Mustela vison testés dans le Sud-Ouest, et 73,7 % chez le vison d'Europe (Mustela lutreola) dans la même zone, ce qui indique « un fort taux d'exposition et l'ubiquité de la maladie dans le milieu naturel » (y compris pour les juvéniles) du Sud-Ouest de la France 

### Botulisme
C'est une maladie qui semble aujourd'hui plus rare, grâce aux progrès dans l'hygiène de fabrication de l'alimentation animale, mais les visons étaient autrefois (au moins jusqu'au début des années 1960) nourris avec des déchets de poisson, divers déchets d'abattoir (abats, farine de viande) produits ou conservés de telle sorte qu'ils pouvaient être source de plusieurs types de botulisme et d'autres maladies toxi-alimentaires. Ainsi un élevage de vison de l'Est de la France a perdu en quelques jours 620 visons sur 680. Les animaux y mourraient en un à deux jours après une légère diarrhée (brun foncé à noire). L'autopsie a montré des hémorragies gastriques sous-muqueuses circulaires irrégulières, de 2 à 6 mm de large, parfois ulcérantes. Le transit intestinal était sanglant, le foie de couleur jaune clair, avec des reins parfois anormalement clairs et hypertrophiés. Dans tous les cas analysés, Welchia perfringens a été identifié. Dans un autre cas (Hérault) 1.200 visons ont présenté des vomissements, diarrhées, paralysies et sont morts de toxémie, probablement à W. perfringens A. Dans l'Eure, 100 visons sont morts en quelques jours d'une entérite mortelle à W. perfringens A (la bactérie ayant été retrouvée dans les viscères de plusieurs visons, mais aussi dans la farine de viande qu'ils avaient mangée. Un Ministre de l'Agriculture a précisé les conditions d'octroi de viandes aux élevages de visons, et les catégories de viandes saisies pouvant leur être délivrées et celles ne le pouvant pas, mais en 1961, M. Thieulin de l'Académie vétérinaire de France commentait ainsi ces obligations : « Si ces instructions étaient suivies, si la délivrance des viandes saisies était faite sous surveillance, sauf pour les c  où les propriétaires éleveurs se procureraient des cadavres par d'autres moyens, je crois que l'on restreindrait beaucoup ces cas d'intoxication et de toxi-infection ». 

### Problème de l'antibiorésistance
Au Danemark, par exemple, la consommation d'antimicrobiens par les élevages a augmenté de 2001 à 2006, puis malgré une première alerte scientifique, elle a encore significativement augmenté de 2007 à 2012, fluctuant à un niveau élevé de 2012 à 2016 (avec une diminution, temporaire, en 2013–2014) ,. En 2012-2016, ces antimicrobiens étaient surtout des aminopénicillines suivies des tétracyclines et des macrolides, alors qu'en 2001-2006, c'était surtout des pénicillines à large spectre, devant les aminosides, les sulfamides avec triméthoprime et les macrolides) ; 
Une étude danoise (2009) a étudié les effets de ces antimicrobiens vétérinaires sur quelques-uns des pathogènes bactériens les plus fréquents dans les élevages de visons (staphylocoques hémolytiques (ex : Staphylococcus delphini, Staphylococcus aureus et Staphylococcus schleiferi), streptocoques hémolytiques (ex : Streptococcus canis, Streptococcus dysgalactiae), Pseudomonas aeruginosa, Pasteurella multocida Escherichia coli). En 2009, un taux élevé d'antibiorésistance, et une multirésistance élevée, ont été trouvés chez Staphylococcus intermedius (contre les tétracyclines (54,7%), contre par la pénicilline (21,7%), contre les lincosamides (20,4%), contre macrolides (19,1%) et la spectinomycine (18,5%). D'autres antimicrobiens étaient plus rarement concernés. Les résistances les plus fréquentes d' E. Coli concernait l'ampicilline, la streptomycine, les sulfamides et les tétracyclines, et rarement d'autres antimicrobiens. Tous les isolats testés de P. aeruginosa restaient sensibles à la gentamicine et à la colistine et sensibles ou intermédiaires à l'enrofloxacine, alors que la plupart résistaient à tous les autres antimicrobiens. Tous les streptocoques Pasteurella multocida et hémolytiques étaient encore sensibles à la pénicilline.

Une étude plus récente (2017) a constaté  que de 2014 à 2016, en général les antimicrobiens utilisés par les éleveurs n'étaient en outre pas homologués pour le vison, c'est-à-dire « non conformes » pour la plupart des usages qui en sont faits. E. coli résistaient alors à l'ampicilline, dans respectivement 82,3% des isolats hémolytiques et 48,0% des isolats non hémolytiques. 50% des isolats de P. aeruginosa n'étaient plus sensibles qu'à la ciprofloxacine et à la gentamicine. Chez les Staphylococcus spp., la tétracycline est souvent devenue inefficace, et au moins une souche de Staphylococcus aureus résistant à la méticilline a été trouvée alors que 2 espèces de Streptococcus β-hémolytiques étaient devenus très résistants à la tétracycline et à l'érythromycine. En 2017, au Danemark, la plupart des bactéries pathogènes du vison présentaient une ou plusieurs résistances, notamment aux isolats d' E. coli hémolytique (plus qu'aux autres E. coli). Les auteurs appellent à une utilisation plus prudente et contrôlée des antimicrobiens chez le vison. Ses conditions d'élevage industriel sont idéales pour l'apparition de maladies contagieuses, éventuellement zoonotiques, et antibiorésistantes.

Jusqu'en 2019, peu de données étaient publiées au Canada et aucune concernant ce phénomène dans les élevages de visons des États-Unis. Une étude (2020) sur TETrE. coli dans un élevage des États-Unis a trouvé des souches résistantes dans 98% des échantillons de matières fécales de visons et 100% des échantillons d'aliments (concentration moyenne = 3,2 log) et de nombreuses souches d'autres microbes multirésistantes (aux macrolide – lincosamide – streptogramine B (MLSB; prévalence de 100%), TET (88,1%), β-lactamines (71,4%), aminosides (66,7%) et fluoroquinolones (47,6%). Des gènes de résistance au β-lactame, au MLSB et au TET ont également été détectés à partir d'échantillons d'aliments, confirmant l'urgence de « rationaliser l'utilisation des antimicrobiens dans la production de visons, conformément à la réglementation en vigueur chez les animaux destinés à l'alimentation »
.
En 2020, plusieurs maladies sont notamment problématiques :

### Cas de la maladie aléoutienne (virose)
La maladie aléoutienne est due à un parvovirus. Elle peut toucher tous les élevages de mustélidés (Furet, loutre, putois, marte des pins (...) et au-delà renard et raton-laveur) mais elle se montre souvent plus mortelle pour le vison.
Cette maladie cause une dépression immunitaire qui expose l'animal à d'autres infections, et qui depuis les années 1980 est de plus en plus présente dans les élevages : par exemple en chine (où il y avait environ 28 millions de visons en cage en 2019) 48% des visons d'élevages étaient séroprévalents pour ce virus en 1981–2009, taux passé à 61,4% pour la période 2010-2017, avec des différences selon les régions, le Nord-Est et l'Est du pays étant plus touchés).

### Cas de la COVID-19
Le vison est vulnérable au SRAS-CoV-2) (coronavirus responsable en 2020 de la pandémie de COVID-19). D'autres animaux (primates non humains, félidés, chiens, furets, hamsters, lapins et les chauves-souris) peuvent aussi être infectés par cette zoonose émergente, mais après 9 mois de pandémie, parmi tous les types d'élevage, c'est uniquement dans les élevages européens de visons que des foyers anthropo-zoonotiques ont éclaté, d'abord aux Pays-Bas dans deux élevages les 23 et 25 avril 2020) puis au Danemark et aux États-Unis dans l'Utah), en Espagne, en Italie. Dans tous ces cas, le virus semble avoir été introduit par des travailleurs dans l'élevage. Le vison a pu ensuite réinfecter d'autres humains.

Selon une étude publiée en septembre 2020 (en pré-print par 10 chercheurs néerlandais) le séquençage du génome entier a montré en 2020 que le virus a en outre évolué dans ces élevages, laissant envisager une « circulation généralisée entre les visons en début d'infection, plusieurs semaines avant la détection »). Aux Pays-Bas, « cliniquement, les foyer ont duré environ 4 semaines, mais certains visons étaient encore positifs au test PCR pour le SRAS-CoV-2 dans des prélèvements oropharyngés faits après la disparition des signes cliniques », ce qui en fait des porteurs asymptomatiques.

D'avril à fin 2020, malgré des mesures de biosécurité renforcées, et malgré des alerte plus précoce et l'abattage d'animaux d'élevages infectées, la transmission continue à s'étendre entre les fermes aux Pays-Bas et au Danemark, via des modes de transmission encore mal compris.

Au moins à courte distance, la poussière des élevages peut être contaminante.
Au Danemark, le 4 septembre 2020, le Statens Serum Institut (SSI) de Copenhague a fait savoir à l'Administration vétérinaire et alimentaire danoise que deux variantes spéciales de vison du coronavirus étaient en plein essor dans les élevages, élevages qui constituent un contexte idéal de contagion inter-visons. Le 1er octobre, le ministre de l'Alimentation, de la Pêche et de l'Égalité des sexes, Mogens Jensen était informé du danger pour la santé de deux mutations virales survenues chez le vison.
Le 16 septembre, le SSI et l'Université de Copenhague alertaient conjointement, via une nouvelle évaluation, l'Administration vétérinaire et alimentaire danoise, en mentionnant que la plus récente des deux variantes de vison était maintenant retrouvée chez l'homme et chez le vison dans six des élevages de visons suivis.
Au Danemark après que 207 élevages (et 12 humains) aient été infectés par des variant mutants du virus, un comité de coordination interne au gouvernement a décidé l'euthanasie de plus de 17 millions de visons des élevages danois, car les virus mutants apparus dans ces élevages pourraient ne pas être éliminés par le vaccin en préparation. Entre 2013 et 2016, le pays a produit plus de 17 millions de peaux par an, soit en 2016 30% de la production mondiale (si l'on considère que cette dernière était de 55.7 millions de peaux). Les éleveurs ont souvent des chiens et/ou des chats, et des chats errants peuvent être attirés par des restes de nourriture tombés au sol. Des microbes antibiorésistants sont aussi trouvés fréquemment chez les chiens danois, et on a montré au printemps 2019 à Wuhan que le SARS-CoV-2 de la COVID-19 était porté par 15% des chats, or « les données expérimentales ont montré que les furets et les chats sont très sensibles au SRAS-CoV-2 lorsqu'ils sont infectés par l'inoculation du virus et peuvent transmettre le virus directement ou indirectement par gouttelettes ou par voie aérienne ».
le Pr. Hans Jørn Kolmos (microbiologie clinique, Université du Danemark du Sud), estime que les autorités ont réagi bien trop lentement au vu des informations disponibles.
Le 18 septembre, le SSI et KU ont rédigé un rapport épidémiologique reconnaissant que le nombre croissant de mutations trouvées dans la protéine de pointe associée à la propagation à l'homme au Danemark est une menace pour la santé publique et les effets attendus d'un vaccin dans le monde.
Dans le contexte danois de spécialisation de nombreux éleveurs dans l'élevage du vison, le ministre de l'Alimentation, de l'Agriculture et de la Pêche Mogens Jensen refuse de répondre à certaines demandes d'interview.
Des questions de dédommagement des éleveurs font débat politique, certains appelant un modèle de dédommagement basé sur le prix moyen des peaux lors des 10 ans écoulés, mais aussi sur les bénéfices attendus de plusieurs années dans le futur, sachant que de 2009 à 2019, les exportations de fourrure de visons (vers la Chine essentiellement) auraient rapporté de 5 à 13 milliards de couronnes mais qu'il était aussi question d'interdire ces élevages.

Un juriste danois argue que le Gouvernement ne dispose pas du droit d'ordonner une telle action (il devrait simplement inviter les éleveurs à tuer leurs visons), en effet, selon la loi danoise, seuls les visons situés dans un rayon de 8 kilomètres d'un vison infecté peuvent être abattus. Et, pour instaurer une loi d'exception, le Gouvernement doit disposer de deux tiers des votes au Parlement danois, ce qu'il n'a pas dû à l'opposition à la mesure du parti Venstre. Ce pays est le premier éleveur/exportateur mondial de peaux de vison.

Le 4 novembre la première ministre Mette Frederiksen a néanmoins annoncé en conférence de presse que "tous les visons d'élevage" au Danemark devaient être tués, ajoutant que cette décision ne peut être «ni négociée ni discutée ». La police nationale danoise est chargée de coordonner l'abattage des visons.
14 millions de cadavres de visons doivent être détruits. Les cadavres doivent idéalement être brûlés, car ils ne peuvent plus, pour des raisons sanitaires, être considérées comme déchets d'abattoir antérieurement convertis en aliments pour animaux ou en biomasse. Dans ce contexte d'urgence, le centre de DAKA de Rander, l'installation qui "valorise" habituellement les cadavres de visons après qu'on a récupéré leur fourrure à partir de la fin de l'automne, à cette fois à la demande des autorités, été transformé en centre d'urgence de destruction des cadavres de visons pour in fine les transformer en biocarburants et en carburant diesel. Dans l'usine de Daka, les camions et l'équipement sont lavés et désinfectés plusieurs fois, les combinaisons de protection sont obligatoires. Les corps des visons y sont d'abord stérilisés sous pression, durant 20 min à 13 °C, puis la farine animale et les os sont transformés en biocarburant alors que la graisse est produite par Daka ecoMotion en biodiesel dit durable de 2e génération pour le transport routier.
Le 6 novembre 2020, DAKA a annoncé être proche de la saturation (cas sans précédent) car devant traiter en quelques jours une quantité de cadavre habituellement répartie sur 3-4 semaines de travail intense. Une partie des camions de cadavres a dû être réorientée vers les chaudières d'entreprises de chauffage urbain, invitées à brûler ces visons en respectant certains conditions d'hygiène. Leurs cadavres seront mélangés aux déchets servant à produire de la chaleur, de l'électricité et dont les cendres pourront être utilisées en fond de couche routière ou fondation de construction. Sønderborg Varme a été la première société à accepter cette mission. Habituellement, des acheteurs allemands (concurrents de Daka) achètent aussi des corps de visons, ce qu'ils ne feront pas en 2020 en raison du risque épidémique.
La gestion de 14 millions de fourrures présente aussi des défis sanitaires, qui ralentissent le processus de destruction des cadavres par DAKA, dont les opérations de manipulation et de travail avec les éleveurs de visons sont maintenant contrôlées par la police nationale, en lien avec l'administration vétérinaire et alimentaire danoise.
Une troisième solution est mise en œuvre, avec l'enfouissement de millions de cadavres, au fond de profondes tranchées, recouverts de chaux vive, dans un premier temps dans deux énormes et longues fosses communes linéaires creusées à la grue dans l'ouest du Jutland (et d'autres fosses sont envisagées dans le sud du pays et le sud du Jutland). Deux terrains militaires (Holstebro et Karup) ont été choisis par l'administration vétérinaire et alimentaire danoise, avec l'Agence danoise de la nature de manière à limiter les risques de contamination de nappes phréatiques.
Mi novembre, le gouvernement danois se veut rassurant : la nouvelle nouvelle souche mutée (dite du cluster 5) trouvée dans certains élevages danois de visons semble maintenant « très probablement » éteinte ; selon le ministère de la santé ;  l'Institut national du sérum danois n'a pas retrouvé ce variant depuis le 15 septembre.
L'Espagne a imposé l'euthanasie de près de 100.000 visons (92.700 visons environ) dans un élevage situé à La Puebla de Valverde, en Aragon (Nord-Est du pays, jouxtant la France) où en juillet 2020, 87% des animaux étaient positifs au SARS-CoV-2, après une mesure d'« immobilisation préventive » décidée le 22 mai après que sept employés de la visonnière aient été trouvés positifs au Covid-19.
L'Irlande abrite aussi 3 grands élevages industriels de visons (environ 100 000 têtes au total). Comme en France, aucun cas de SARS-CoV-2 n'y a été détecté, mais les éleveurs et autorités n'ont pas communiqué sur le degré de surveillance effectué. Le 19 novembre le gouvernement a dit prévoir par précaution l'abattage de tous les visons d'élevage du pays, car selon le ministère irlandais de la Santé « la poursuite de l'élevage de visons représente un risque continu d'émergence de variantes supplémentaires » du virus, éventuellement plus pathogènes ou plus transmissibles à l'homme ou à d'autres animaux.
Les écoépidémiologistes craignent en effet que quelque part dans le monde, ou à plusieurs endroits, des virus ou des variants mutés, plus dangereux, du virus, et/ou résistants aux vaccins et immunothérapies, soient transmis à d'autres mustélidés, et qu'une espèce sauvage (putois par exemple) puisse devenir chroniquement espèce-réservoir.
L'AIEA, via Gerrit Viljoen (responsable de la section Production et santé animales du Programme conjoint FAO/AIEA pour les techniques nucléaires dans l'alimentation et l'agriculture) appelle à une surveillance écoépidémiologique constante à l'interface animal-humain, ce qui implique des moyens de diagnostic (sérologique, moléculaire et de séquençage génétique) ainsi que de surveillance précoces, rapides et appropriés, avant que des agents pathogènes deviennent des maladies émergentes ». L'AIEA s'est associé à la FAO pour développer ce type de moyens.
En novembre 2020, alors que le rôle du pangolin dans la propagation de la Covid-19 est progressivement écarté par les chercheurs,, le sociologue et journaliste pour le journal Reporterre Yann Faure expose des données attestant la possibilité que les élevages de vison chinois aient pu jouer un rôle dans l'émergence du Covid19,,,. En duo avec le journaliste scientifique Yves Sciama, ils réalisent une enquête pour Reporterre entre novembre et décembre 2020 qui sera reprise par de nombreux médias,,.

Le 8 janvier 2021, un article publié dans la revue Science confirme que l'hypothèse présenté par Reporterre mérite d'être étudiée.

### Cas dePseudomonas aeruginosa
Certaines souches de Pseudomonas aeruginosa  sont source de pneumonies hémorragiques, aiguë et souvent mortelle, dans les élevages de vison.
L'étude de 164 isolats bactériens, échantillonnés de 2002 à 2009 dans 95 foyers déclarés dans 90 fermes à visons françaises a montré que « la plupart des épidémies de pneumonie hémorragique chez le vison sont causées par des souches distinctes de P. aeruginosa ».

1/3 des flambées étaient induites par des souches très proches de deux variants très répandus mais non apparentés de P. aeruginosa, fait déjà identifié par la rare littérature sur le sujet. En termes de polymorphisme nucléotidique, aucune des souches typées lors de cette étude « n'a été identifiée dans un vaste ensemble de données d'origine humaine et environnementale »

### Acinetobacter
Une cinquantaine de bactéries du genre Acinetobacter, en bâtonnets non mobiles, à Gram négatif, aérobies strictes sont connues, vivant à la fois sur des surfaces abiotiques et dans des organismes. Chez l'Homme, beaucoup causent des infections chroniques, surtout chez des patients immunodéprimés. Ces infections tuent alors dans environ  50% des cas. Certaines souches sont aussi pathogènes pour des animaux sauvage et d'élevage (dont le vison)
Acinetobacter baumannii est la plus courante (95% des infections et des flambées hospitalières), suivi par Acinetobacter nosocomialis et Acinetobacter pittii. Plusieurs épidémies mondiales ont été induites par un complexe clonal I-III, caractérisé par le typage de séquences multilocus. Puis une lignée nouvelle à haut potentiel de contagion a émergé récemment (caractérisée par un type de séquence (ST) 25). A. Baumannii (dont le réservoir est inconnu) est ubiquiste : le sol, l'eau et des aliments dont le poisson, le lait, les légumes crus et la viande en contiennent souvent, et des souches multirésistantes à des antibiotiques. Ceci laisse penser qu'une telle viande peut être vectrice de foyers épidémiques antibiorésistants.
L'usage intense d'antimicrobiens dans les élevages exerce une pression hautement sélective susceptible de sélectionner des souches pouvant acquérir et/ou développer des mécanismes d'antibiorésistance,.
Dans les élevages de visons des épidémies antibiorésistantes peuvent se développer.

## Impacts écoépidémiologiques des élevages de visons

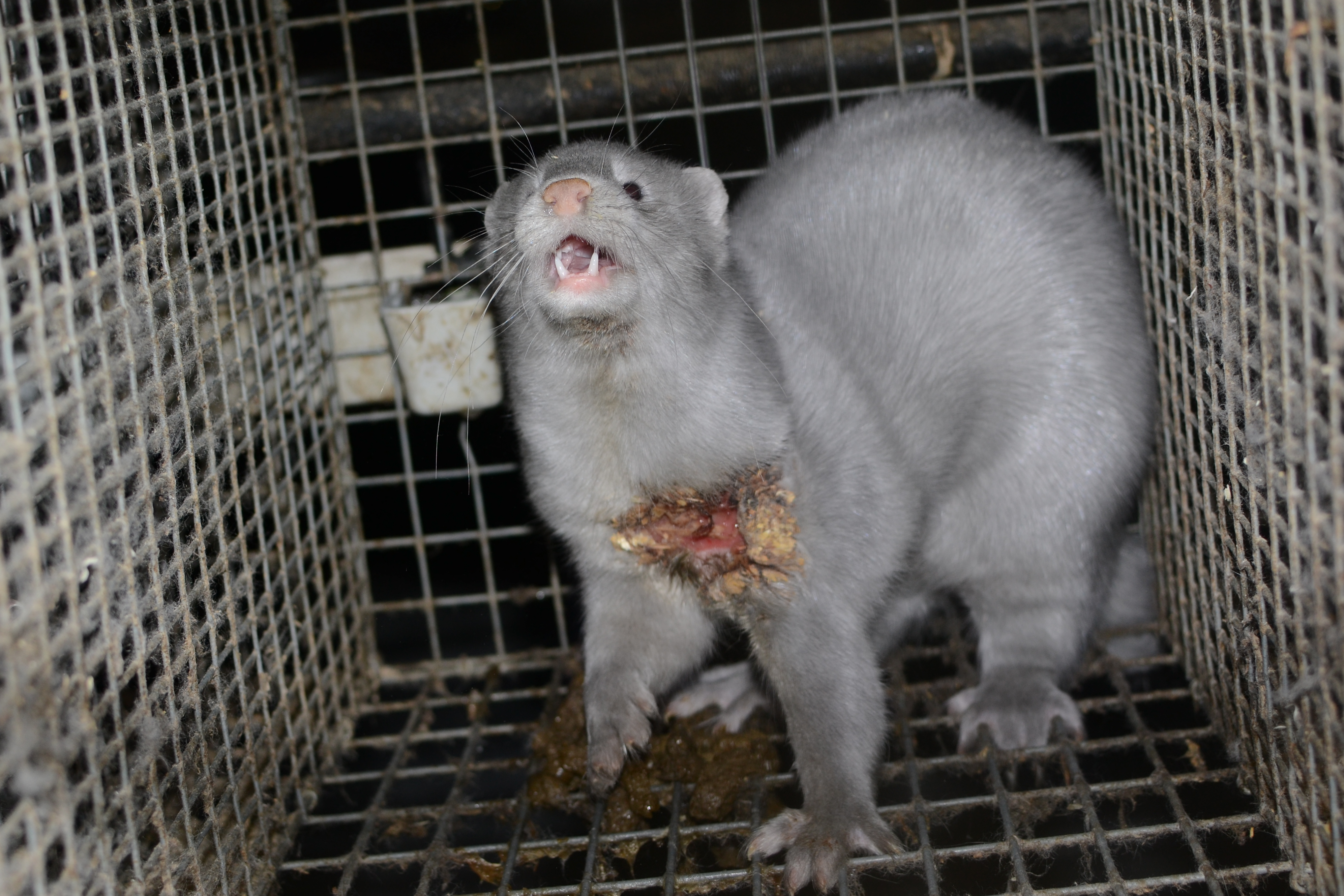
Ferme à fourrure (à Kemijärvi, en Finlande, vers 2010). Des cages trop petites, la promiscuité et les conditions d’hygiène favorisent les automutilations, la mort des petits (parfois tuées par leurs mères) et des maladies telles que la maladie aléoutienne ou des mutants de la COVID 19 susceptible de se répandre dans la nature et/ou d’être transmis à l’homme. Photo publiée par l'ONG finlandaise Oikeutta eläimille.

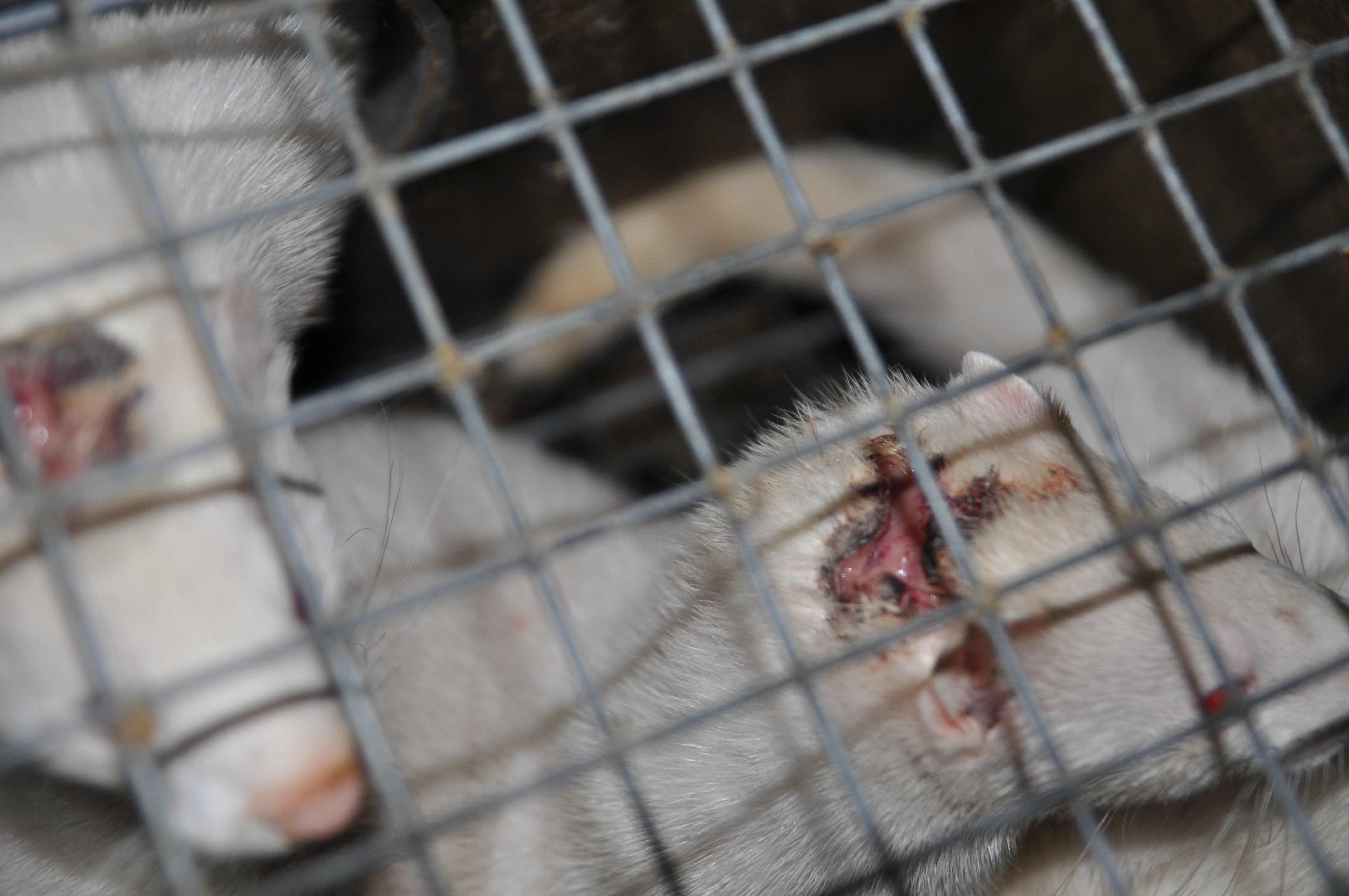
Blessure purulente derrière la tête d'un vison agressé par un congénère dans une cage d'élevage (élevage appartenant à un député polonais)

De nombreux cas documentés ont montré que l'anthropisation de l'environnement et en particulier l'élevage industriel peuvent être la source d'épidémies (éventuellement zoonotiques, comme dans le cas de la grippe) chez des animaux sauvages de la même espèce ou de la même famille, vivant à proximité des élevages, dont en populations férales.
Or, une source importante de maladies infectieuses peut aussi nuire à la conservation de la faune sauvage, notamment quand une maladie infectieuse est transmise d'une population-réservoir à la faune sympatrique,.
Le vison d'Europe a disparu d'une très grande partie de son aire de répartition, et là où il n'a pas disparu il y est devenu rare, face à un vison d'Amérique échappé d'élevage qui se montre invasif,,. Cependant, en Amérique du Nord, le vison d'Amérique sauvage (Neovison vison) semble lui-même être en déclin, au Canada notamment,.
Ce phénomène est longtemps resté sans explication. Puis des chercheurs ont récemment eu l'idée de réaliser une étude à grande échelle appuyée sur deux protocoles complémentaires : 1°) dans toute la province de l'Ontario, ils ont évalué la séroprévalence et la répartition des cas sauvages et d'élevages de la maladie aléoutienne ; et 2°) ils ont conduit une enquête à plus petite échelle, à l'interface entre une ferme de visons et la population environnante de visons sauvages. 
Ils ont ainsi montré qu'il est assez fréquent que des vison domestique malades s'échappent des fermes de visons et s'hybrident avec le vison sauvage. Et, plus un vison sauvage vit à proximité d'un élevage de visons, plus il a de risque de contracter la maladie aléoutienne. Or cette maladie virale affaiblit fortement le système immunitaire des mustélidés (dont le vison sauvage, qui, dans la nature, ne bénéficie pas d'abri artificiel, de nourriture apportée, ni d'antibiotiques ou d'autres soins vétérinaires). Ce dernier est alors beaucoup plus vulnérables à d'autres infections (viroses, bactérioses) et aux parasitoses ou à la prédation, ce qui se traduit pour l'espèce par une chute de fitness (c'est-à-dire un faible succès de reproduction) et donc par un recul de l'espèce, dont les fonctions écosystémiques ne sont alors plus assurées, au détriment de la stabilité des écosystèmes.

En Ontario, 29% de 208 visons vivants échantillonnés portaient des anticorps montrant qu'ils avaient été en contact avec la maladie, et cette séroprévalence était significativement plus élevée dans les zones plus proches des élevages de visons, et ce, à grande comme à petite échelle spatiale. Les auteurs recommandent donc de renforcer les mesures de biosécurité dans et autour des fermes à visons, afin de mieux protéger les visons sauvages.
Dans la nuit du 16 juillet 2017, une grande partie de 38 000 visons d’Amérique élevés dans environ 20 000 cages situées dans 32 granges ont été libérés (par des vandales selon l'éleveur) d'un élevage à Eden Valley Minnesota. Le 21 juillet, Lang Farms, LLC avait réévalué le nombre de visons relâchés à un peu moins de 40 000, dont 11 000 récupérés vivants; 15 000 visons retrouvés morts, et environ 14 000 disparus. Plusieurs milliers de cadavres de visons ont été rapidement retrouvés morts aux alentours de la visonnière. Les jours suivants il a été dit que l’approvisionnement en eau des vison avait été empoisonné dans leurs deux localités du comté de Stearns (l'eau était acide et contenait des traces de glyphosate). En avril 2018, l'assureur refusait de rembourser les dégâts en suspectant une fraude à l'assurance. Cet élevage est situé près d'une zone de gestion de la faune et d'une zone de préservation de la nature sauvage.

## Source d'allergènes?
L'ANSES cite une étude ayant montré que « la présence de ferme d'élevage de visons à moins de 500 m est associée avec une augmentation d’asthme et de rhinite allergique chez les résidents », plus qu'à proximité d'élevages de « porcs, poulets, bovins, chèvres et moutons ».

## Controverses
Plusieurs problèmes sont associés avec les élevages de visons
- Si le vison d'Europe, autrefois abondant, est devenu en quelques décennies l'une des espèces les plus menacées au monde[70],[71], c'est sans doute en raison de la fuite (ou de l'abandon) dans la nature de visons d'Amérique (devenu espèce exotique envahissante et souvent en outre porteuse d'une maladie virale qui affecte tous les mustélidés). En effet les animaux libérés ou enfuis d'élevages ont été la source de vastes populations férales, qui ont contribué au recul du vison autochtone, dans toute l'Europe. 
De telles populations férales de vison d'Amérique ont été signalées dans la nature, en Europe, à partir de 1920 en Norvège, 1920 en Finlande, 1925 en Suède, 1926 en Espagne, 1926 en France, 1928 en URSS, 1929 au Royaume-Uni, 1940 au Danemark, et dans les années 1950 aux Pays-Bas, dans tous les cas probablement à partir d’élevages de fourrures[72], tout comme pour le rat musqué et le ragondin sources de coûteux dégâts se poursuivant de nos jours
Quatre populations férales de vison d'Amérique sont connues en France, dont deux étaient déjà très vastes au début des années 1990 : l'une couvrant presque toute la Bretagne et grandissant vers la Normandie et les Pays-de-Loire ; l'autre occupant le bassin hydrographique de l'Adour (Hautes-Pyrénées, Pyrénées-Atlantiques, Gers et Landes) en concurrence avec le Vison d’Europe (Mustela lutreola) autochtone encore présent dans le Sud-Ouest de la France, en Chalosse et bas-Armagnac[73]. Le suivi de cette situation a notamment été assuré par le réseau « Vison » de l'ONC, désignés en 1991 pour coordonner, de 1991 à 1997 à échelle départementale l’étude nationale de la répartition du Vison d’Europe (Mustela lutreola) en France ; un exemple souvent cité est la fuite dans la nature, le 16 octobre 1987, de 12 000 des 40 000 individus d'un élevage du Morbihan à la suite des dégâts d'une tempête[72] ;
- la diffusion de pathogènes (virus, bactéries, parasites...favorisés par la promiscuité des animaux), pathogènes souvent en outre devenus antibiorésistants) affectant les visons sauvages et d'autres espèces de mustélidés[74]. En particulier on a montré dans plusieurs pays - dont en France[74] - que le parvovirus responsable de la Maladie aléoutienne (qui affaiblit l'immunité des animaux infectés) s'est diffusé à partir d'élevages de visons, dont en France. Une enquête sérologique (1996-2002) y a montré que ce parvorirus est maintenant couramment présent dans les populations férales et naturelles de nombreux mustélidés, et que c'est le vison américain qui est le plus souvent porteur (17 cas sur des 75 visons d'Amérique testés, contre 12 cas sur 99 visons européens testés). D'autres espèces comme le putois (Mustela putorius), la martre d'Amérique (Martes foina), et plus rarement la Martre des pins (Martes martes) et la genette commune (Genetta genetta) en étaient aussi parfois porteuses. Comme dans d'autres pays, la répartition géographique des animaux positifs montrait bien une propagation à toutes les zones où le vison d'Europe survit encore[74]. Une prévalence semblant plus élevées chez Mustela sp. sympatrique du vison d'Amérique plaide pour une responsabilité de sa part, et possiblement dans le déclin du vison d'Europe via ce virus[74] ;
- Selon le journal 20 Minutes, « les quatre élevages français sont depuis longtemps dénoncés par les défenseurs des animaux, qui réclament leur fermeture » pour des raisons de maltraitance animale et d'éthique environnementale. Ainsi, en juin 2019, des militants de l'ONG One Voice se sont introduits dans un élevage d’Eure-et-Loir pour y filmer les conditions de vie des animaux. La présidente de l’association rapporte que ces enquêteurs « ont découvert des scènes absolument terribles d’animaux en train de mourir d’une mort lente. Des visons nouveau-nés en train de ramper sur les cadavres de leurs frères et sœurs, un vison coincé sous les corps de ses congénères, des femelles qui voient leurs petits mourir… C’était extrêmement dur »[75] ». Il avait été proposé par le Conseil de l'Europe de réduire l'élevage du vison Américain, de réintroduire dans la nature le vison d'Europe et d'interdire tout nouvel élevage de vison[72]. En 2020, après 18 mois de concertation, l'État français a annoncé (en septembre) donner cinq ans aux éleveurs français pour fermer leurs élevages (selon la ministre de la Transition écologique, B Pompili citée par la presse)[13]. Malgré l'annonce d'un plan d'accompagnement à la reconversion de 8 millions d'euros, la Fédération française des métiers de fourrure nie les mauvais traitements aux animaux (sauf pour l'un des 4 élevages, celui d'Eure-et-Loir où une vidéo publiée en aout 2020 a montré des « cadavres momifiés, bébés visons mourants ou agonisants », un an après que l'association One Voice ait porté plainte contre l'élevage. Cette dernière demande en aout une fermeture immédiate par arrêté ministériel). La Fédération dénonce des « Vidéos truquées », « mises en scène », « sondages commandés par des animalistes » et refuse l'interdiction (elle a annoncé qu'elle demanderait à des parlementaires de saisir le conseil constitutionnel).